# Sauce (Huancabamba)
Sauce, también conocido como Sauce de San Antonio, es un caserío peruano ubicado en el distrito de Huarmaca, perteneciente a la provincia de Huancabamba del departamento de Piura, al norte del Perú. 

## Ubicación
Sauce se ubica al centro de la provincia de Huancabamba, en el distrito de Huarmaca, en el departamento de Piura.

## Demografía
En 2017 Sauce tenía una población de 61 habitantes.
| Gráfica de evolución demográfica de Sauce entre 1993 y 2017 |
|                                                             |
| Fuentes: Población 1993 y 2017                              |